# Дженцано ди Рома
Дженца̀но ди Ро̀ма (на италиански: Genzano di Roma) е град и община в Централна Италия, провинция Рим, регион Лацио. Разположен е на 435 m надморска височина. Населението на общината е 24 397 души (към 2010 г.).